# Jacques Cartier híd
A Jacques Cartier híd (franciául pont Jacques Cartier) egy acélszerkezetes konzolos híd a Szent Lőrinc-folyón, a Montréal-sziget és Montréal közt, Quebec tartományban, Kanada déli részén. A híd keresztülvág a folyó közepén lévő Szent Ilona-szigeten (Ile Sainte-Helene), ahonnan lehajtók vezetnek a Parc Jean Drapeau parkba és a La Ronde vidámparkba. 
A hidat eredetileg angolul Montréal Harbour Bridge-nek (franciául pont du Havre) nevezték 1934-ig, amikor Jacques Cartier Szent Lőrinc-folyón való első útjának a 400. évfordulója volt és ennek emlékéül a hidat átnevezték jelenlegi nevére.
Az ötsávos közúti híd 3400 méter hosszú, beleértve a megközelítést biztosító felüljárókat is.  Évente, megközelítőleg 35,4 millió jármű halad át a hídon, amely forgalommal a második legforgalmasabb híd Kanadában, amelyet a Federal Bridge Corporation Limited vállalat működtet. A legforgalmasabb a Port Mann Bridge Vancouverben.

## Érdekességek
- A Jacques Cartier-híd feltűnik a Bérgyilkos a szomszédom (The whole nine yards) című mozifilmben is.
- A híd háromdimenziós képe megtekinthető a Google Earth szolgáltatásban.
- A híd és környéke és a kilátás a hídról, valamint Montréal városa megtekinthető a Google Street View (Utcakép) szolgáltatással.

## Építése
Már 1874-ben felmerült, hogy egy új hidat kellene létesíteni a túlzsúfolttá vált Victoria Bridge közlekedési problémáinak orvoslására, amely korábban csak vasúti hídként szolgált és telente jéghíd, valamint a kompjáratok kötötték össze a két partját a folyónak.A döntés hivatalosan 1924-ben született meg. A híd megépítésével a Dominion Bridge Company lett megbízva, akik neki is láttak a munkálatoknak 1925-ben és 1930-ra a híd építése be is fejeződött. A hidat 1930. május 14-én adták át a forgalomnak. 
A híd szerkezeti kialakítása követi a Quebecben megszokott hídszerkezeti struktúrát. A Jacques Cartier híd megépítése hatással volt például a brisbane-i Story Bridge megépítésére, amely 1940-ben készült el. .
A hidat eredetileg közúti és gyalogossávokkal, valamint villamospályával látták el. A villamospályát ugyan lefektették, de sohasem volt használatban. Egy párhuzamos üres sáv volt a híd tartópillérei mentén mindkét irányban. Az útpályát 1956 és 1959 közt kiszélesítették, amikor is felszámolták a villamospályát és mindkét irányban egy-egy új sávot nyitottak meg az autóközlekedés előtt. A két járdát a híd két szélére tették át. 
Az 1957-es 58-as átalakítások során a híd magasságát a keleti csatornánál megemelték, így biztosítva a zavartalan hajóforgalmat a folyón.
A híd vámhídként üzemelt egészen 1962-ig. A régi vámházak a közeli Champlain hidat üzemeltető vállalat tulajdonában vannak. 
A híd burkolatát 2001 és 2002 közt teljes egészében kicserélték, felújították. A járdákat kiszélesítették és a híd nyugati részén egy biciklisutat is létesítettek. 
2004-ben egy öngyilkosokat megállító akadályt létesítettek a hídon. Egészen eddig az időpontig évente tíz ember lett itt öngyilkos.

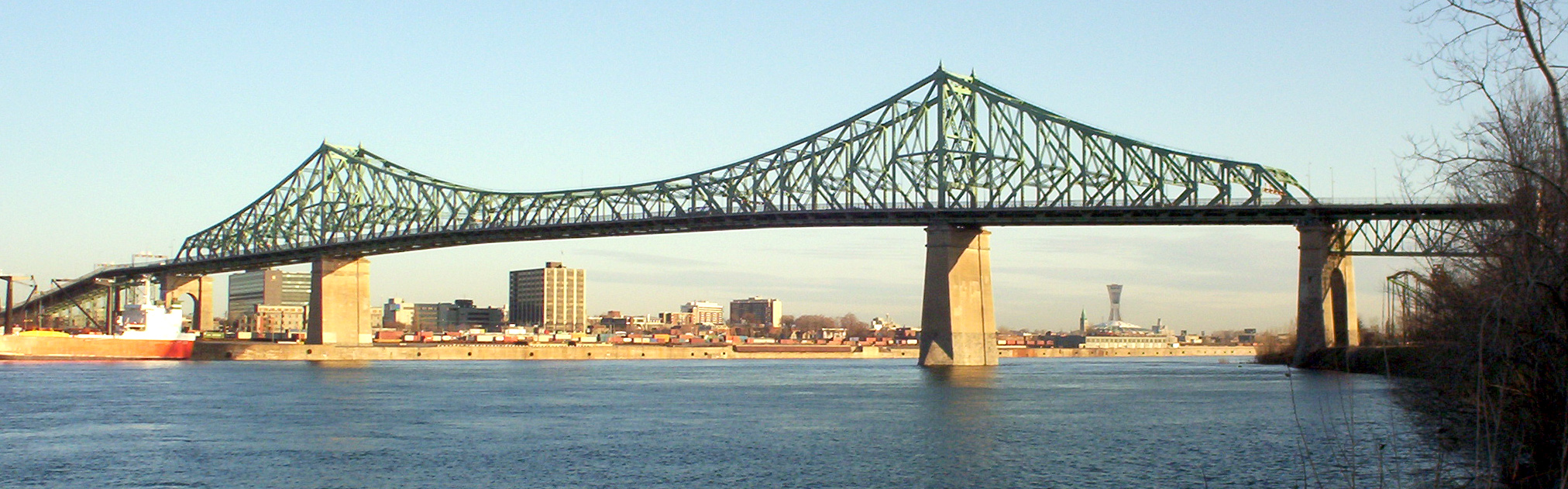
A Jacques Cartier híd látképe, ahogyan a Parc Jean-Drapeau-ből látszik.

## Rendezvények
Nyaranta a hidat lezárják a tüzijáték verseny miatt, melyet a La Ronde vidámparkban tartanak. Ekkor a híd gyalogoshíddá válik, nem ritkán több, mint 50 ezer járókelővel. 

## Galéria

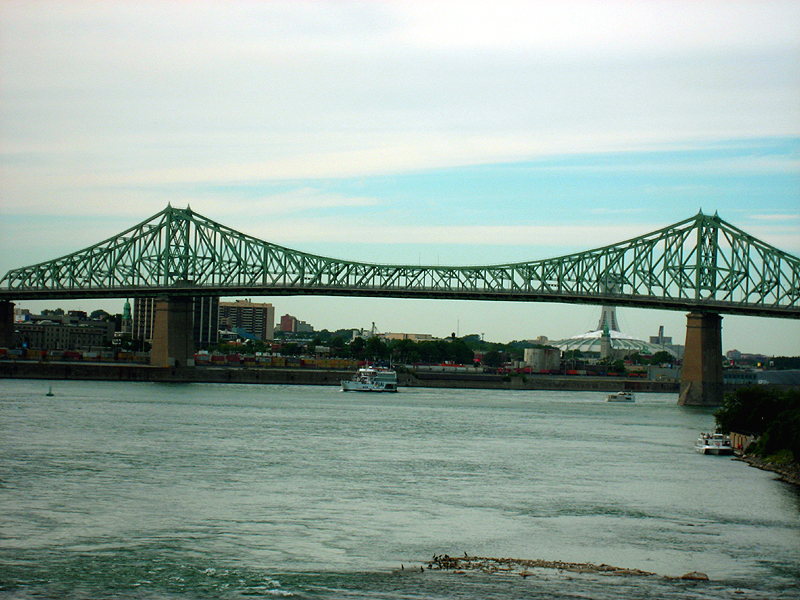
A Jacques Cartier híd a Concorde híd felől fotózva
A híd látképe, mielőtt az öngyilkosoknak az akadályokat kihelyezték
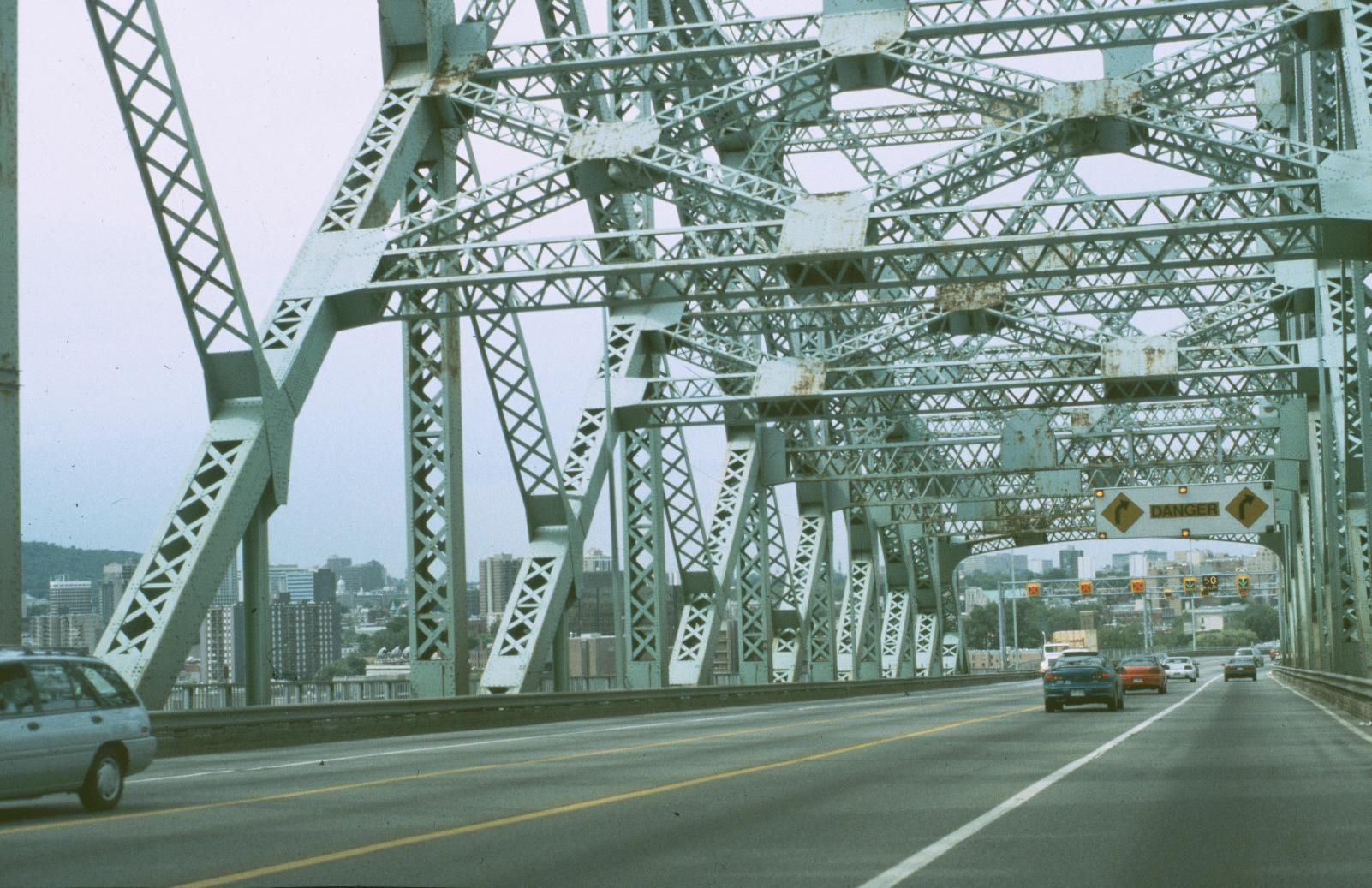
A Jacques Cartier híd, a hídról fotózva
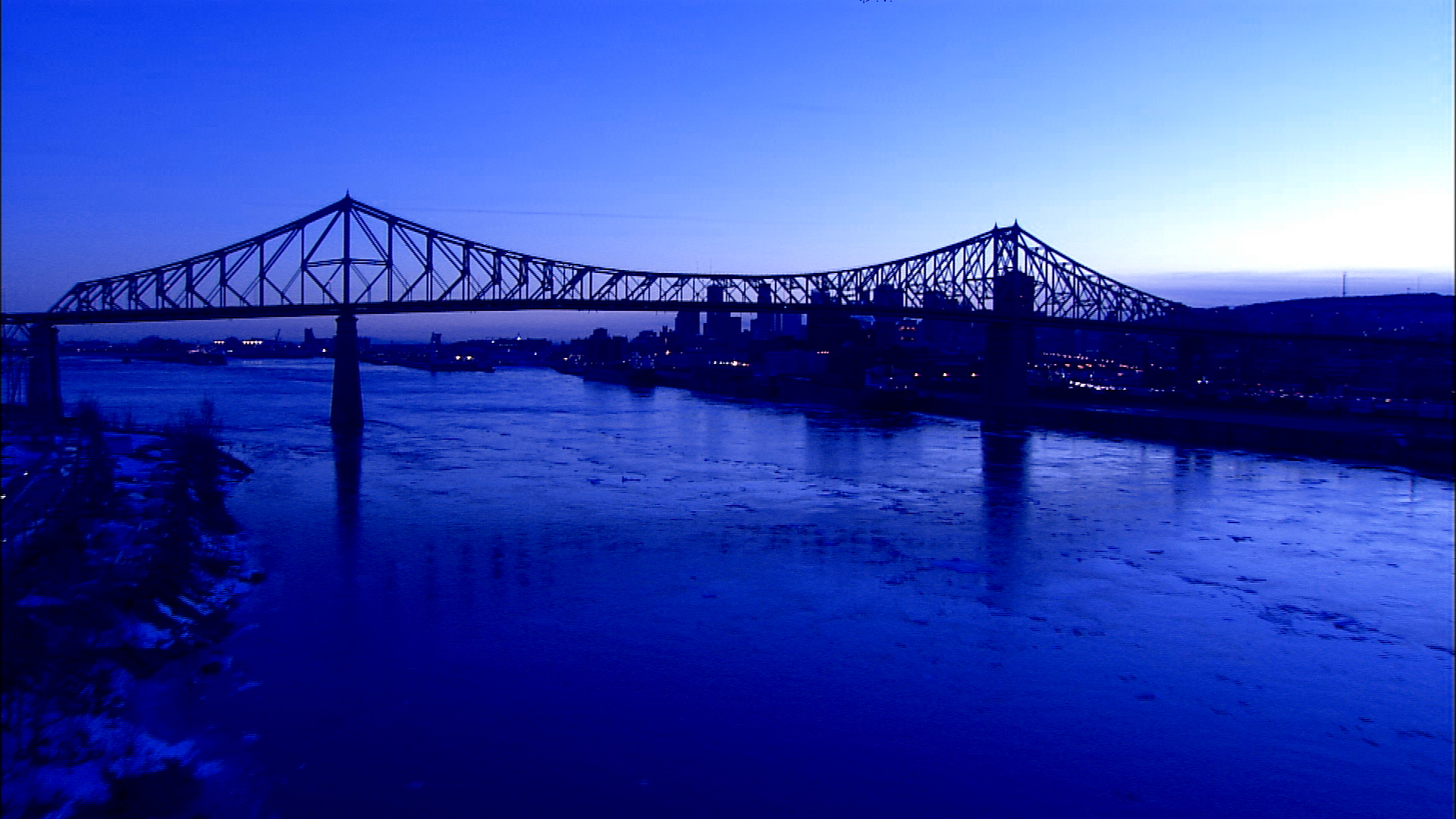
A Jacques Cartier híd alkonyatkor
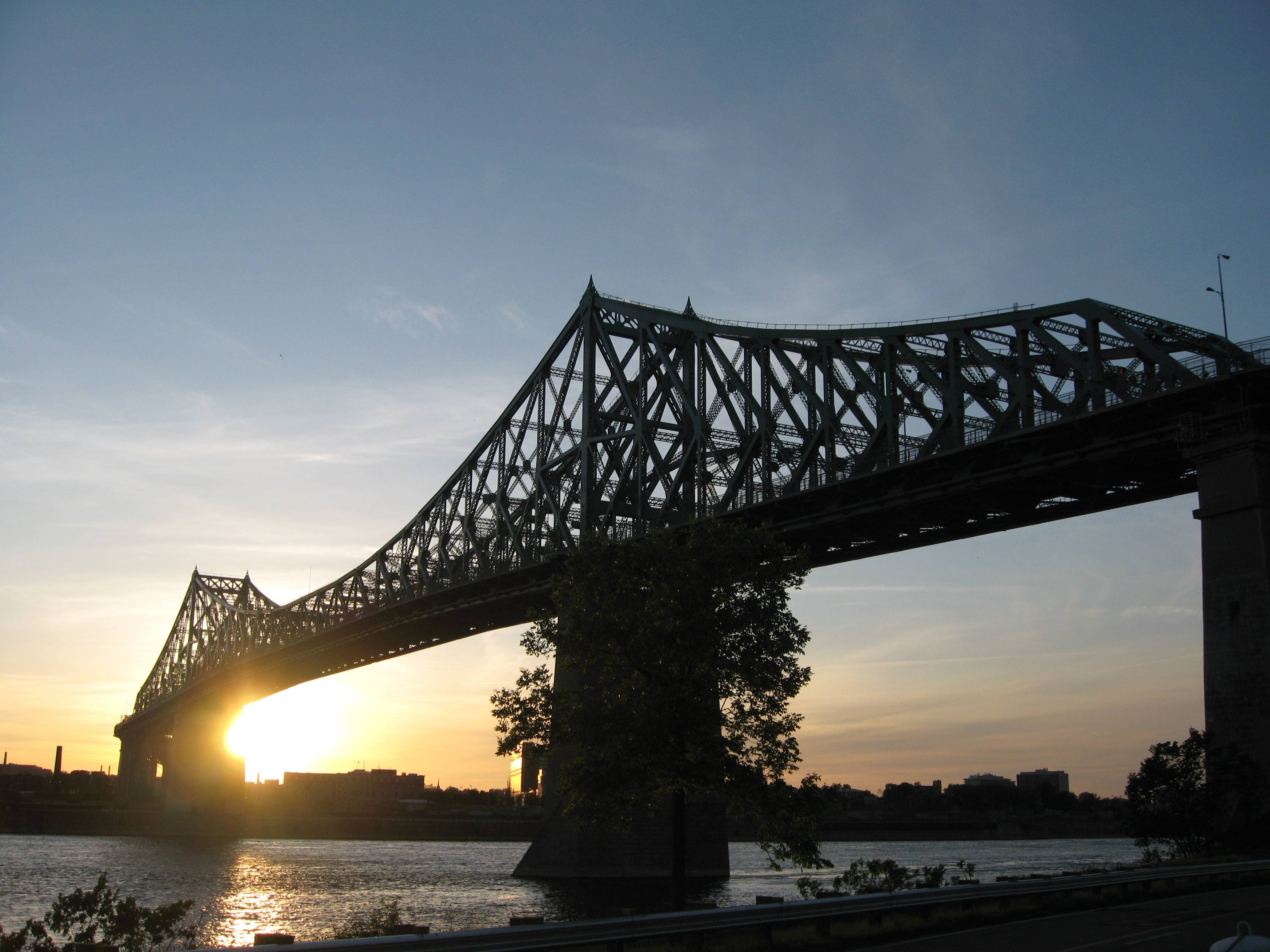
Jacques Cartier híd

## Fordítás
Ez a szócikk részben vagy egészben  a   Jacques Cartier Bridge című angol Wikipédia-szócikk ezen változatának fordításán alapul.  Az eredeti cikk szerkesztőit annak laptörténete sorolja fel. Ez a jelzés csupán a megfogalmazás eredetét és a szerzői jogokat jelzi, nem szolgál a cikkben szereplő információk forrásmegjelöléseként.